# Espiner sedós
L'espiner sedós (Metopothrix aurantiaca) és una espècie d'ocell de la família dels furnàrids (Furnariidae) i única espècie del gènere Metopothrix Sclater et Salvin, 1866.

## Hàbitat i distribució
Boscos i matolls de ribera de les terres baixes del sud-est de Colòmbia, est de l'Equador, est del Perú, nord de Bolívia i oest amazònic del Brasil.